# Uwe Tellkamp
Uwe Tellkamp (Drezda, 1968. október 28. –) német író. Legismertebb regénye, a Der Turm (2008) az NDK utolsó hét évéről a fal leomlásáig szól a drezdai villanegyed művelt középosztályának szemszögéből. A Wenderoman kategóriába sorolták, és számos díjat nyert, köztük a 2008-as Német Könyvdíjat.

## Élete

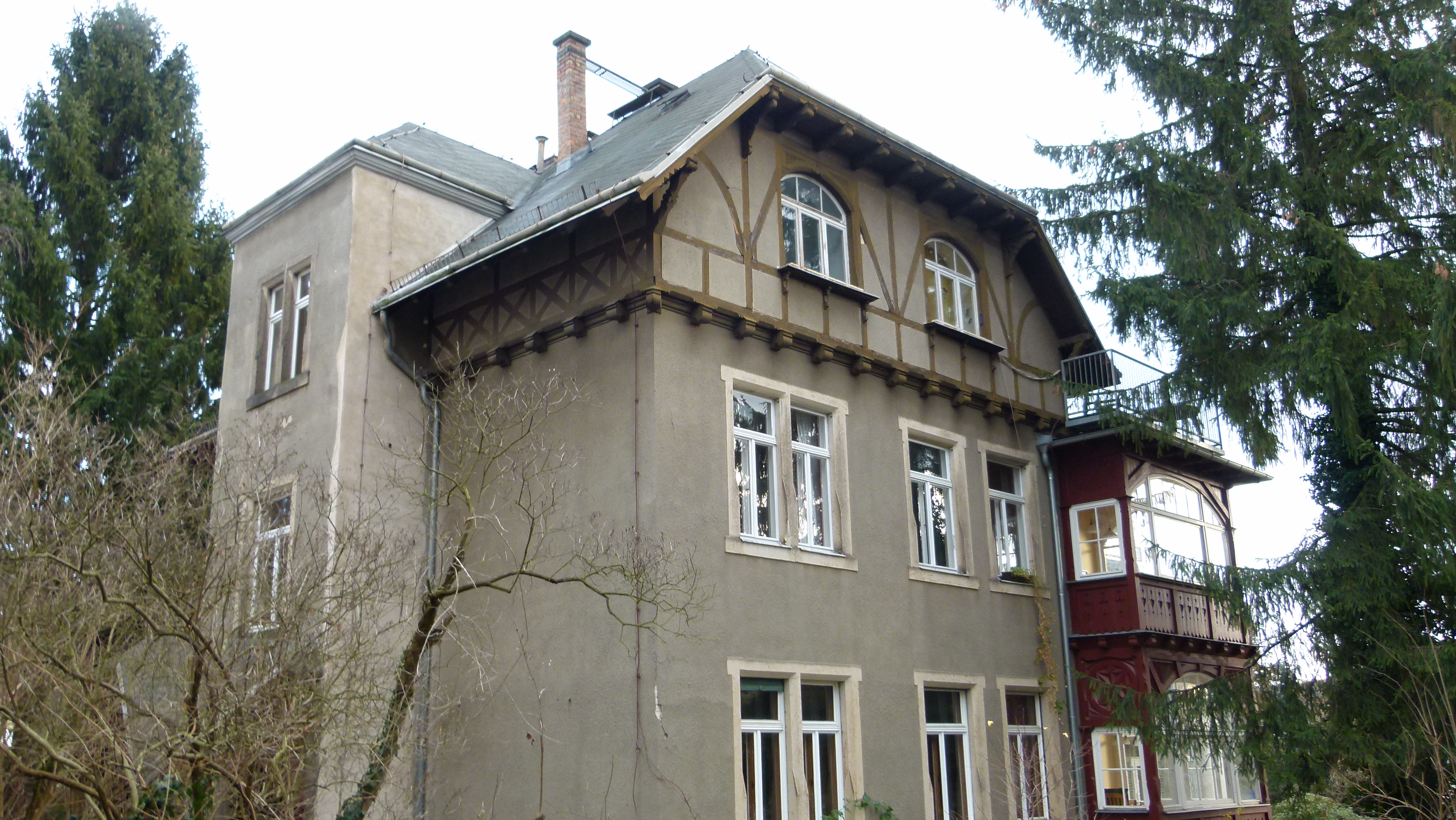
Ház az Oskar-Pletsch-Strasse 10. szám alatt (fotó: 2011)

Uwe Tellkamp egy orvos fiaként nőtt fel Drezda Weißer Hirsch villanegyedében, az Oskar-Pletsch-Strasse 10. szám alatt. Tervezett orvosi tanulmányai biztosítása érdekében a középiskola 1987-es elvégzése után az NVA ideiglenes altisztjeként hároméves szolgálatra kötelezte el magát. Később ottani munkáját „tankparancsnokként” jellemezte. Tellkamp már 1989 októbere előtt is feltűnő volt a "politikai elterelő tevékenysége" miatt, mivel nyugati szerzők és Wolf Biermann szövegeit vitte magával. Ennek ellenére Tellkamp 1989 októberéig az NVA altiszt maradt.
Mivel alakulatának az ellenzék tagjai ellen kellett volna indulnia, akik között Tellkamp a saját testvérét gyanította, megtagadta az erre vonatkozó parancsot. Tellkamp egy interjúban a következőképpen írja le a folyamatot:

 „Amikor Genscher kiment az erkélyre, és azt mondta, hogy elhagyhatják az országot a vonatok, onnan Drezdán keresztül a Szövetségi Köztársaságba irányították. Honecker kikötötte, hogy ezek a vonatok ismét kelet-német területen közlekedjenek, ami súlyos hiba volt. Október elején még eszkalálódott az egész, mert persze a városban azt pletykáltak, hogy jönnek ezek a vonatok. Vízumkötelezettség volt, Csehszlovákiába, Lengyelországba már nem lehetett menni. Aztán elterjedt a vicc: Alapvetően csak lábbal hagyhatjuk el az országot. Mindenki félt attól, hogy mi lesz, és mire megy ki ez az egész. Nagyon-nagyon sokan kimentek a vasútállomásra, és megpróbáltak belekapaszkodni a vonatokba, hogy elmeneküljenek. Ez a háttértörténet. A laktanya, ahol akkor voltam, október 5-én parancsot kapott, hogy lépjenek fel a Gruppe 20 ellen, egy ellenzéki mozgalommal szemben, amely ebből az anarchiából emelkedett ki.”

Tellkampot két hétig fogva tartották, majd szabadult. 1989-ben lignitszállító kotrógépen dolgozott asszisztensként és esztergályos segédmunkásként egy generátorgyárban, 1990-ben pedig ápolóként dolgozott egy drezdai intenzív osztályon. A német újraegyesítés után a lipcsei egyetemen, New Yorkban és Drezdában végezte orvosi tanulmányait. Érettségi után orvosként dolgozott egy müncheni traumasebészeti klinikán, de 2004-ben felhagyott a szakmával, hogy írói pályára lépjen.
Egy 2004-es interjúban kijelentette, hogy írói hivatását 1985. október 16-án 15 óra 30 perckor fedezte fel: aznap meglátta a vörös rózsák szépségét az otthoni kertjében, és érezte a vágyat, hogy ezt a képet versben fejezze ki. Egy óra múlva prózában fogalmazta meg a szöveget.
Tellkamp első szatirikus szövege 1987-ben jelent meg az Eulenspiegel folyóiratban. 1992-ben Drezdában lépett fel először nyilvánosan íróként.
Tellkamp házas, egy fiú és egy lány apja. Átmenetileg Münchenben, Karlsruhéban és Freiburg im Breisgauban élt. 2009 óta fő lakóhelye Drezda Weißer Hirsch kerületében van.

## Munkássága
Tellkamp számos cikket publikált irodalmi folyóiratokban (többek között Akzente, Comma, Du, EDIT, entwürfe, Lose Blätter, NDL, Schreibheft Sprache im technischen Zeitalter és antológiákban. Alkalmanként újságokba is ír esszéket. 2000-ben jelent meg első regénye, Der Hecht, die Träume und das Portugiesische Café (A csuka, az álmok és a portugál kávézó), amely az újraegyesítés után a drezdai Hechtviertelben játszódik.
2004 júniusában Tellkamp Klagenfurtban felolvasott egy részletet Der Schlaf in den Uhren (Az órák alvása) című regényéből, és elnyerte érte a 2004-es Ingeborg Bachmann-díjat, mivel 2008-ban és 2009-ben Alsó-Szászországban minden érettségizőnek németül kellett megküzdenie ezzel a részlettel, Tellkampot a kötelező iskolai olvasmányok szerzőjének rangjára emelték.
A Der Eisvogel (A jégmadár) című regény 2005-ben jelent meg. 2008 őszén pedig a Der Turm (A torony) című regény. A Suhrkamp-Verlag Ulla Unseld-Berkéwicz kiadó személyesen ajánlotta a „fiatalabb generáció nagy Wenderomanját”. Elmar Krekeler 2008. szeptember 13-án „A hét könyveként” kezelte a regényt. Tellkamp megkapta a 2008-as Német Könyvdíjat a regényért és a Konrad Adenauer Alapítvány irodalmi díját 2009. november 1-jén. A regény dramatizált változatát 2010. szeptember 23-án mutatták be Drezdában. 2012. október 3-án és 4-én az ARD bemutatta a regényből készült kétrészes filmadaptációját, amely körülbelül 7,5 millió nézőt ért el.
2009 szeptemberében Tellkamp Reise zur blauen Stadt címmel "negyven fejezetes költeményt" adott ki, 2017 augusztusában pedig Die Carus-Sachen című prózai kötetet, amely a Hoffmann család történetét folytatja, Carl Gustav drezdai orvosról és művészről szóló elmélkedésekkel gazdagítva. A történet a Tellkamp által 2011-ben megjelent esszén alapul.

## Nézőpontok
Tellkampot régóta kritizálják amiatt, hogy szélsőjobboldali álláspontokat képvisel.
A 2017-es frankfurti könyvvásár keretében Tellkamp egyike volt a 32 elsőnek, akik aláírták a „Charta 2017” című online petíciót, amelyet Susanne Dagen drezdai könyvkereskedő indított. Az Antaios, a Manuscriptum és a Tumult jobboldali kiadók vásáron való marginalizálása ellen irányult.
A 2018-as lipcsei könyvvásár előtt Tellkampnak a Durs Grünbeinnal folytatott nyilvános megbeszélései során tett kijelentései a Drezdai Kulturpalastban „a véleménynyilvánítás szabadságáról a demokráciában” nagy feltűnést keltett. A 2015-ös németországi menekültválsággal kapcsolatban többek között azt mondta: „Legtöbbjük nem a háború és az üldöztetés elől menekül, hanem a szociális rendszerekbe vándorol át, több mint 95 százalékuk.” Németországban "az attitűdök folyosója van a kívánt és a megtűrt vélemények között". Véleménye „tűrt, nem kívánatos”. A Suhrkamp Verlag a Twitteren elhatárolódott ezektől a kijelentésektől. Ezek kiterjedt vitát váltottak ki a kiemelt oldalakon és a közösségi médiában.
Norbert Gstrein a drezdai esemény lehetséges „járulékos kárát” abban látja, hogy „az irodalmi beszéd szó szerint a kerekek alá került”, vagyis Tellkamp irodalmi művekben tett kijelentései többé nem olvashatók elfogulatlanul.
Tellkamp kezdetben nem kommentálta a vitát, de aztán az elsők között írta alá a 2018. március 15-i „Közös Nyilatkozatot 2018”, amelyet Vera Lengsfeld kezdeményezett, és amely kijelenti: „Növekvő megdöbbenéssel figyeljük, hogyan károsítja Németországot az illegális tömeges bevándorlás. Szolidaritást vállalunk azokkal, akik békésen tüntetnek a jogállamiság helyreállításáért országunk határain." A nyilatkozatot vele együtt konzervatívok és új jobboldaliak írták alá, köztük Henryk Broder, Eva Herman, Matthias Matussek és Thilo Sarrazin, Jörg Friedrich, Uwe Steimle, Karlheinz Weißmann és Martin Lichtmesz. Az új kiadó, Götz Kubitschek üdvözölte őket. A Német Írók Szövetsége elítélte a nyilatkozatot, rámutatva arra, hogy „a leggyengébb... bűnbak” megalkotása „egyetlen problémát” sem oldana meg. Tellkamp volt az elsők között, aki aláírta a szabad vitákra vonatkozó felhívást 2020-ban.
2022 augusztusában Tellkamp és Thilo Sarrazin bemutatta a Die Vernunft und ihre Feinde (Az értelem és ellenségei) című új könyvét.
2022 decemberében, nem sokkal azután, hogy kiderült, hogy egy csoport jobboldali szélsőségesek és a Hazafias Unió birodalmi polgárai a német kormány erőszakos megbuktatását készítették elő, Michael Kretschmer szász miniszterelnökkel folytatott panelbeszélgetésen kifejtette. kétségbe vonja a puccs tervét, és kifejtette, hogy "sokan" feltették maguknak a kérdést a tudósítás során: "Mi a fenét akarnak itt elmondani nekünk?" Ehelyett a csoportot klímavédelmi aktivistákhoz hasonlította, akiket azzal vádolt, hogy "nyilvánosan követelte az államrendszer felszámolását" és kifejtette, hogy nem támadják meg őket így, mint a Hazafias Uniót, hanem inkább talkshow-kba hívták és a média szívesen fogadta. A médiának is negatívan nyilatkozott. Azokban a körökben, amelyekben forog, az emberek nem újságokból szerzik az információkat. Ha tudni szeretné, mi folyik Drezdában, kérdezzen inkább másokat, például mentősöket, rendőröket vagy bűnözőket. A tudomány sem kiegyensúlyozott. Kritizálta a Corona-politikát is, amelyet állítólag tudományosnak fogadtak el.

## Díjak és kitüntetések

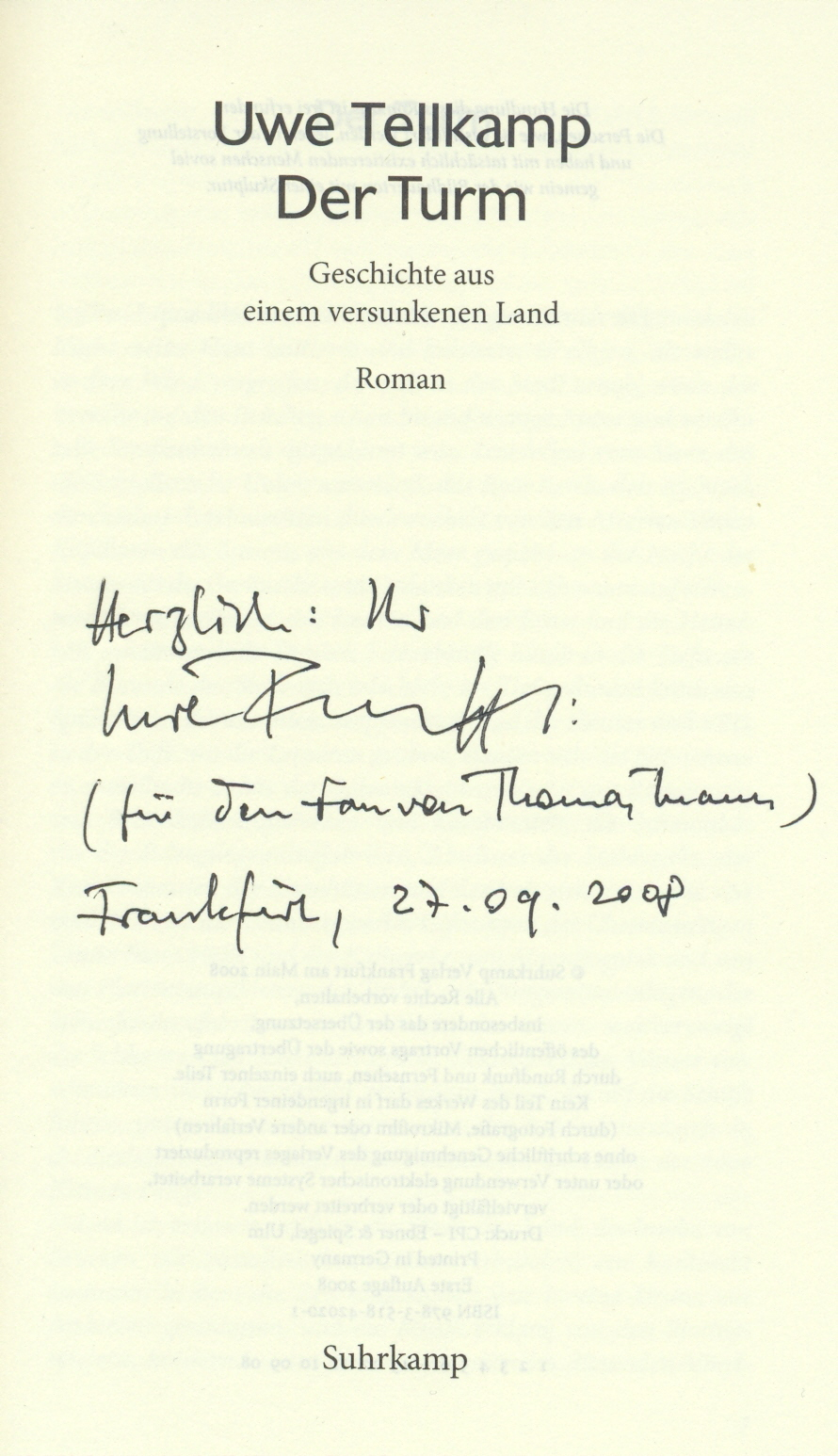
Autogram

- 2002: 2. Förderpreis zum Lyrikpreis Meran
- 2002: Sächsisches Stipendium für Literatur
- 2003: Förderpreis zum Christine-Lavant-Lyrikpreis
- 2004: Dresdner Lyrikpreis
- 2004: Ingeborg-Bachmann-Preis
- 2008: Uwe-Johnson-Preis
- 2008: Deutscher Buchpreis
- 2009: Literaturpreis der Konrad-Adenauer-Stiftung
- 2009: Deutscher Nationalpreis
- 2017: Kulturpreis der deutschen Freimaurer

## Művei
Regények és novellák 
- Der Hecht, die Träume und das Portugiesische Café Verlag Faber & Faber, Leipzig 2000, ISBN 3-86730-101-8
  - Uwe Tellkamps Romandebüt: Als der Turm noch ein Türmchen war. Rezension von Volker Weidermann(wd) in der Frankfurter Allgemeine Zeitung. 25. Juni 2009.
- Der Eisvogel Rowohlt, Berlin 2005, ISBN 3-87134-522-9
- Der Turm. Geschichte aus einem versunkenen Land. Buchausgabe. Frankfurt am Main 2008, ISBN 978-3-518-42020-1. (Platz 1 der Spiegel-Bestsellerliste vom 27. Oktober bis zum 2. November 2008)
- Der Turm. Geschichte aus einem versunkenen Land. CD. 2009, ISBN 978-3-86717-415-2
  - A torony (Történet egy elsüllyedt országból) – Magvető, Budapest, 2010 · ISBN 9789631427523 · Fordította: Kurdi Imre
- Die Schwebebahn: Dresdner Erkundungen Mit Fotografien von Werner Lieberknecht(wd). Insel Verlag, Berlin 2010, ISBN 978-3-458-17489-9
- Die Carus-Sachen Mit Illustrationen von Andreas Töpfer. Edition Eichthal, Eckernförde 2017, ISBN 978-3-9817066-3-5. (u.d.T. auch: Insel Verlag, Berlin 2018 (Insel-Bücherei 1450), ISBN 3-458-19460-6)
- Das Atelier. Erzählung. Edition BuchHaus Loschwitz, Dresden 2020, ISBN 978-3982013183
- Der Schlaf in den Uhren. Archipelagus I. Roman. Suhrkamp, Berlin 2022, ISBN 978-3518431009

 További irodalmi művek 
- Satirische Texte im Eulenspiegel
- Märchen von den Scherenschnitten. Frau Zwirnevaden, die Zeit und der 13. Februar 1945. In: Die Welt. 2. Februar 2005 welt.de
- Projekt Nautilus: Auszüge aus dem Abschnitt Der Falter sind bereits veröffentlicht, und zwar Schwebeteppich partitur (in: Lose Blätter. Heft 27, 2004, S. 765 ff.), Falter (in: Lose Blätter. Heft 34, 2005, S. 1010–1013) sowie Lumen. Orphisch (in: Orpheus versammelt die Geister, Anthologie, Dresden, 2005, S. 50 ff.)
- Der Schlaf in den Uhren (Auszug aus dem geplanten gleichnamigen Roman), 2004
- Fußballgedicht Bollywood Kohinoor, TV-Moderatorin, Sportkanal (in: Die Zeit. Ausgabe 45/2005 vom 2. November 2005)
- Schwarzgelb. Beitrag zum 800. Geburtstag der Stadt Dresden, gesendet von MDR Figaro am 31. März 2006 Schwarzgelb von Uwe Tellkamp
- Bei Gewitterlicht und Traum. Notizen zur Lyrik heute. Bearbeiteter Auszug aus der Münchener Rede zur Poesie, in: Bella triste Nr. 17, Hildesheim 2007
- Autobiographische Erzählung Lichtmaschinen. In: Renatus Deckert (Hrsg.): Die Nacht, in der die Mauer fiel. Schriftsteller erzählen vom 9. November 1989. Suhrkamp Verlag, Frankfurt 2009, S. 61–72.
- Reise zur blauen Stadt. Insel Verlag, Frankfurt am Main und Leipzig 2009 (Insel-Bücherei 1323), ISBN 3-458-19323-5
- Die Uhr. Edition Eichthal, Eckernförde 2010, ISBN 978-3-9811115-3-8

 Tényszerű szövegek 
- Abenteuer in Digedanien. In: Märkische Allgemeine. 14. Mai 2005 web.archive.org
- Die deutsche Frage der Literatur. In: Frankfurter Allgemeine Zeitung. 16. August 2007 Debatte: Die deutsche Frage der Literatur: Was war die DDR?
- Die Kunst der Muße. In: „Freitagskolumne“ von MDR Figaro. 20. Juli 2007.
- Die Sandwirtschaft. Anmerkungen zu Schrift und Zeit. Suhrkamp, 2009, ISBN 978-3-518-06999-8
- Ein Turm namens Kohl. Schriftsteller Uwe Tellkamp zum 80. Geburtstag des Altkanzlers. Bild. 3. April 2010 bild.de Archiválva 2010. július 19-i dátummal a Wayback Machine-ben

Interjúk
- Michael Braun(wd), Gespräch mit Uwe Tellkamp. In: Sinn und Form, Heft 4/2009, S. 505–512.
- Dagmar Borrmann(wd): Atlantis. Geschichten Interview mit Uwe Tellkamp zur Aufführung „Der Turm“ am Hessischen Staatstheater Wiesbaden. In: suhrkamp.de
- So eine Spirale willst du auch einmal schreiben. Archiválva 2008. október 22-i dátummal a Wayback Machine-ben In: Frankfurter Rundschau. 7. Juli 2004 (Interviewer: Michael Braun)
- Die Jungen müssen wieder fighten. In: Die Welt. 13. August 2004 (Interviewer: Elmar Krekeler)
- Meine Heimat ist ein Schiff aus Papier. In: Oberpfalznetz. Medienhaus Der neue Tag. 1. April 2006 (Interviewer: Stefan Voit)
- „Vielleicht bin ich ein giftiger Lurch“. Der Schriftsteller Uwe Tellkamp über das DDR-Bürgertum, den Arztberuf und sein Problem mit der Ironie. In: Der Tagesspiegel. 13. Oktober 2008 (Interviewer: Gerrit Bartels)
- Unter allen Utopien lag eine Uhr. Interview. In: Bella triste Nr. 20, Hildesheim, 2008
- »Wofür ihn alle halten, das wird er«. Ein Gespräch mit Uwe Tellkamp. In: Spiel, Satz und Sieg: Zehn Jahre Deutscher Buchpreis. Hrsg. von Ingo Irsigler und Gerrit Lembke. Berlin 2014, S. 105–118.

### Magyarul
- A torony. Történet egy elsüllyedt országból. Regény; ford. Kurdi Imre; Magvető, Bp., 2010

## Fordítás
- Ez a szócikk részben vagy egészben  az    Uwe Tellkamp  című német Wikipédia-szócikk fordításán alapul.  Az eredeti cikk szerkesztőit annak laptörténete sorolja fel. Ez a jelzés csupán a megfogalmazás eredetét és a szerzői jogokat jelzi, nem szolgál a cikkben szereplő információk forrásmegjelöléseként.